# Capodanno
Il Capodanno (da "capo d'anno") è una festa che viene osservata nella maggior parte del mondo il 1º gennaio, il primo giorno dell'anno nel moderno calendario gregoriano.
Mentre la maggior parte dei calendari solari (come il gregoriano e il giuliano) iniziano l'anno regolarmente in corrispondenza o in prossimità del solstizio d'inverno settentrionale, le culture che osservano un calendario lunisolare o lunare celebrano il loro capodanno (come il capodanno cinese e il capodanno islamico) a meno punti fissi relativi all'anno solare.
Nella Roma precristiana sotto il calendario giuliano, il giorno era dedicato a Giano, il dio degli inizi, da cui prende anche il nome gennaio. Dall'epoca romana fino alla metà del XVIII secolo, il capodanno veniva celebrato in varie fasi e in varie parti dell'Europa cristiana il 25 dicembre, il 1º marzo, il 25 marzo e nella festa mobile della Pasqua.
Al giorno d'oggi, con la maggior parte dei paesi che ora utilizzano il calendario gregoriano come "calendario civile", il 1º gennaio secondo quel calendario è tra i giorni festivi più celebrati al mondo, spesso osservato con fuochi d'artificio allo scoccare della mezzanotte successiva a Capodanno come il nuovo anno inizia in ogni fuso orario. Altre tradizioni globali del capodanno includono la presa di risoluzioni per il nuovo anno e la chiamata ai propri amici e familiari.

## Date del capodanno

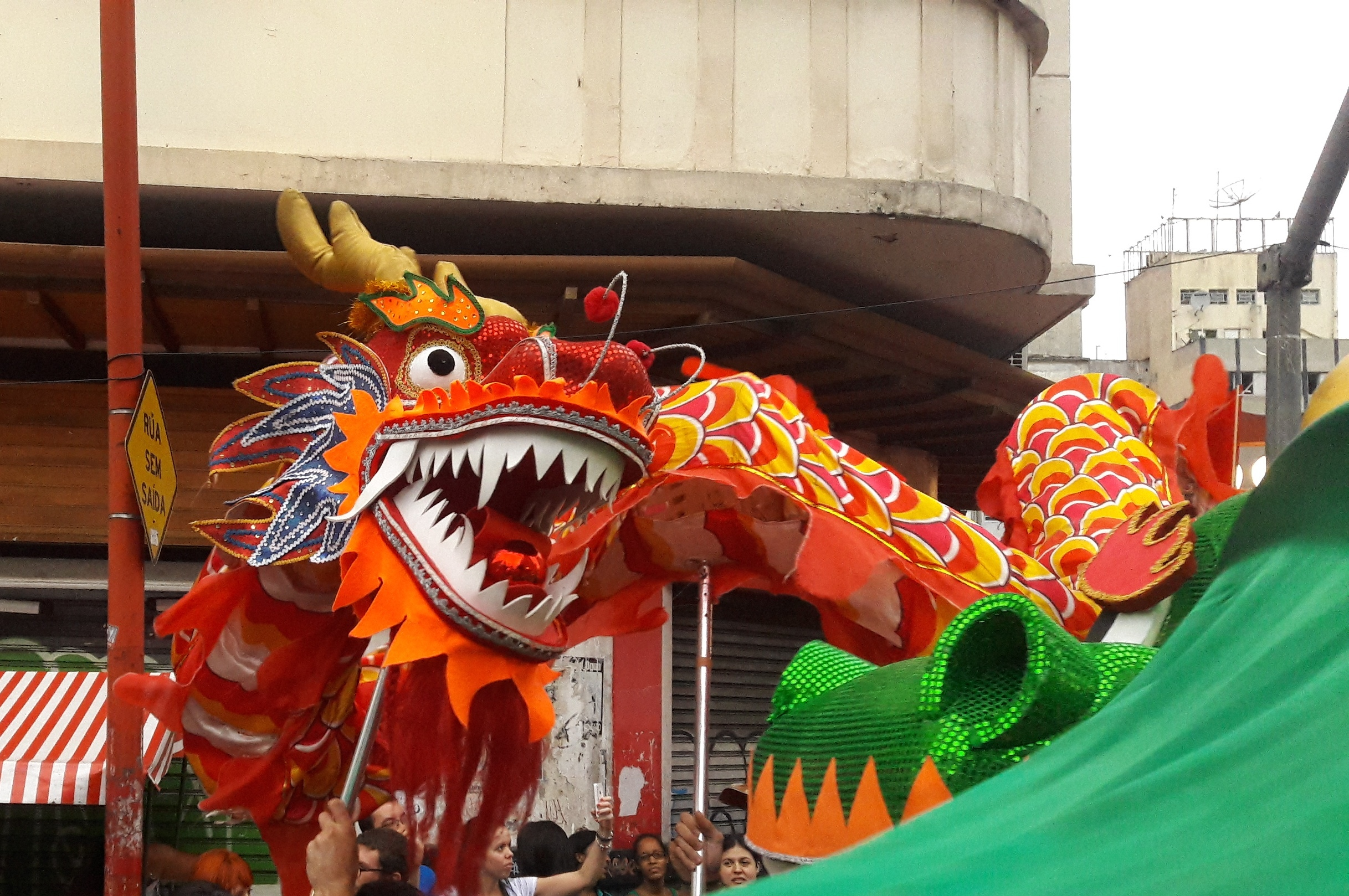
Danza del drago per la celebrazione del Capodanno cinese in Brasile.

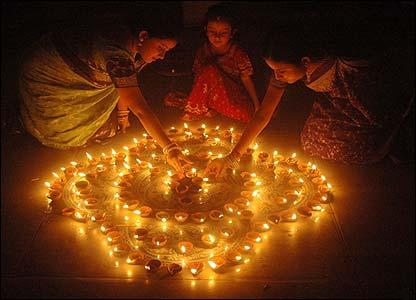
Celebrazioni del Diwali (conosciuta come "la festa delle luci"), capodanno nella religione giainista.

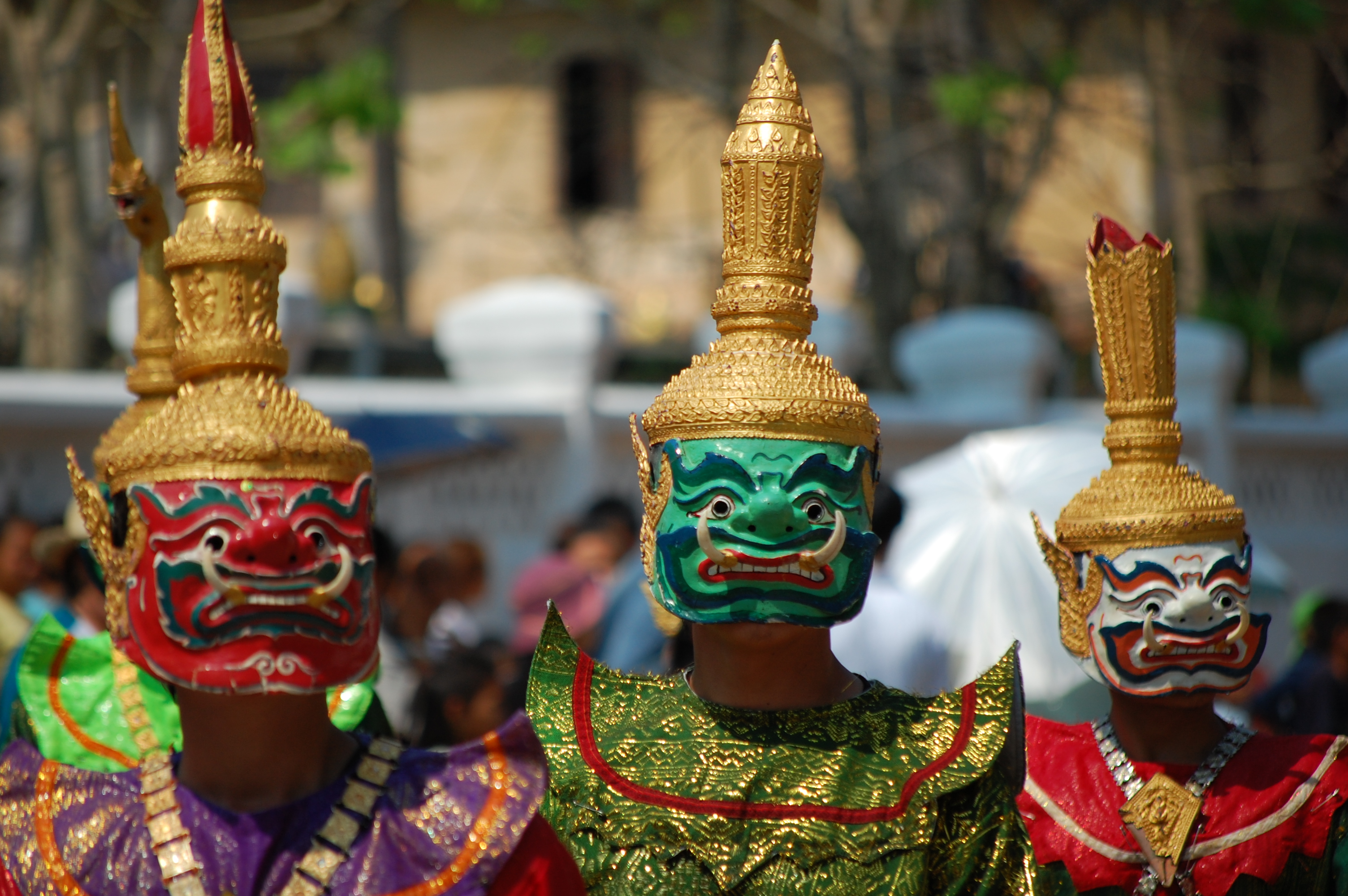
Danzatori in maschera durante le celebrazioni del capodanno nel Laos.

La data del capodanno dipende dalla particolare cultura e religione. In particolare, il giorno del capodanno cade:
- Il 1º gennaio nel calendario gregoriano (cioè giuliano riformato) e nel calendario giapponese.[1]
- Per le popolazioni che seguono il vecchio calendario giuliano (ad esempio alcune Chiese ortodosse e Chiese orientali cattoliche) a fini strettamente religiosi l'inizio dell'anno è celebrato il 1 gennaio, ma che corrisponde oggi al 14 gennaio gregoriano.[1]
- Il Capodanno cinese, o capodanno lunare, si festeggia in diversi paesi dell'estremo oriente (tra cui Cina, Giappone, limitatamente a Okinawa, Corea, Mongolia, Nepal, Bhutan) in corrispondenza del novilunio che cade tra il 21 gennaio e il 20 febbraio.[1]
- Il Capodanno vietnamita, il Tết Nguyên Ðán, si festeggia in concomitanza con quello cinese.
- Il Capodanno islamico si festeggia il primo giorno del mese di muharram[1] e può corrispondere a qualsiasi periodo dell'anno gregoriano, in quanto l'anno lunare impiegato nel calendario islamico è circa 11 giorni più breve dell'anno solare del calendario gregoriano, cosicché una data islamica si "sposta" indietro, rispetto al calendario gregoriano, di circa un mese ogni tre anni. Per esempio, nel corso dell'anno gregoriano 2008 sono caduti due diversi Capodanni islamici: quello dell'anno 1429 dell'Egira (corrispondente al 10 gennaio 2008) e quello dell'anno 1430 dell'Egira (corrispondente al 28 dicembre 2008).
- Losar, il Capodanno tibetano, cade tra gennaio e marzo.
- In Afghanistan, Iran, Tagikistan e tutti i paesi turco-iranici o turco-persiani, cioè Azerbaigian, Uzbekistan, Turkmenistan, la stessa Turchia e per gli abitanti uiguri dello Xinjiang Norouz coincide con l'equinozio primaverile (21 marzo). Anche il Naw-Ruz della Fede Bahá'í condivide lo stesso giorno. Il nowruz نوروز è una festa di origine mazdeista.
- La festa telugu (Ugadi) si colloca tra i mesi di marzo e aprile.
- In Thailandia, Cambogia, Birmania e Bengala, il capodanno solare detto Songran è invece compreso tra il 13 aprile e il 15 dello stesso mese, in occasione del cambiamento di posizione del sole nell'anello dello zodiaco.
- In Bangladesh e altre aree asiatiche si celebra il 14 aprile, (o secondo il calendario lunisolare bengalese), il Pahela Baishakh, il capodanno del popolo bengalese.
- La festa mapuche si chiama We Tripantu e ha luogo in occasione del solstizio d'inverno (il 21 giugno per l'emisfero meridionale). La data coincide con il Capodanno inca (Inti Raymi).
- Il Rosh haShana, il Capodanno ebraico, si celebra il 1º e 2 tishri (tra i mesi di settembre e ottobre).
- Enkutatash è il Capodanno etiopico, in data 11 settembre.
- L'anno nuovo indù si festeggia due giorni prima di Diwali, il festival della Luce, cioè a metà novembre.
- Yhyach, il capodanno del popolo sacha (in Jakuzia) viene festeggiato al solstizio di giugno.
- Il capodanno massonico, coincidente con il 1º giorno del 1º mese del calendario massonico, segue il mos antiquus e si celebra il 1° di marzo[3].
- Il capodanno sikh si celebra il 1º chet (14 marzo).

## Festeggiamenti
Secondo il calendario gregoriano, il 31 dicembre segna la fine di un periodo, che solitamente finisce una settimana dopo Natale, dedicato al riepilogo dell'anno appena trascorso, specialmente nelle radio, nelle televisioni, e nei quotidiani. I mass-media spesso, infatti, pubblicano articoli o trasmettono notizie su quanto è avvenuto durante l'ultimo anno, gli elenchi delle persone più in vista decedute durante l'anno appena terminato, i cambiamenti annunciati, previsti o prevedibili nel nuovo anno, come la descrizione delle leggi che entreranno in vigore il 1º gennaio e l'oroscopo per l'anno che verrà.

Fuochi d'artificio a capodanno

Il 1º gennaio è nei paesi cristiani una festa religiosa di precetto.
Liturgicamente si celebra la Solennità della Madre di Dio (Calendario romano generale) e la Circoncisione di Gesù (rito ambrosiano e Messa tridentina). Nella notte di passaggio tra il 31 dicembre e il 1º gennaio si festeggia con il veglione di Capodanno. In occasione di questa celebrazione, in molte città del mondo si sparano i tradizionali fuochi artificiali, solitamente accompagnati (nei paesi anglosassoni) dalla canzone Auld Lang Syne.
Molti la considerano anche un'occasione per fare dei buoni propositi per il nuovo anno.
La tradizione italiana prevede una serie di rituali scaramantici per il primo dell'anno che possono essere rispettati più o meno strettamente come quello di vestire biancheria intima di colore rosso o di gettare dalla finestra oggetti vecchi o inutilizzati (quest'ultima usanza è stata quasi completamente abbandonata). Le lenticchie vengono mangiate a cena il 31 dicembre come auspicio di ricchezza per l'anno nuovo e un'altra tradizione prevede il baciarsi sotto il vischio in segno di buon auspicio.
In Spagna c'è la tradizione di mangiare alla mezzanotte dodici chicchi d'uva, uno per ogni rintocco dei dodici scoccati da un orologio (il principale è quello di Puerta del Sol a Madrid). In Russia, dopo il dodicesimo rintocco, si apre la porta per far entrare l'anno nuovo. In tutta l'ex Unione Sovietica è usanza scambiarsi e aprire i regali. Spesso vengono regalati cioccolatini o pupazzetti corrispondenti all'animale simbolo del calendario cinese dell'anno che verrà. In Ecuador e in Perù si esibiscono fuori la propria abitazione dei manichini di cartapesta (a volte con le sembianze di personaggi famosi, calciatori, ecc.) riempiti di petardi così da bruciare ed esplodere ai rintocchi della mezzanotte. In Giappone, prima della mezzanotte, le famiglie si recano nei templi per bere sakè e ascoltare 108 rintocchi di campane che annunciano l'arrivo di un nuovo anno (si ritiene infatti che questo sia il numero dei peccati originali della fede buddista).
In tanti paesi che seguono il calendario gregoriano senza essere cristiani, il Capodanno è una festa civile. In molti paesi, se il 1º gennaio cade di sabato o domenica, allora il lunedì successivo sono anche festivi. Israele è il solo paese che, pur usando il calendario gregoriano, non celebra il Capodanno come festa pubblica, nondimeno, molti israeliti che vivono specialmente in Nord America o in Europa lo festeggiano privatamente.

## Storia
La scelta di considerare il 1º gennaio quale primo giorno dell'anno consegue all'introduzione del calendario giuliano promulgato da Giulio Cesare nell'anno 46 a.C. (precedentemente veniva considerato quale primo giorno dell'anno il 1º marzo). La festa di Capodanno trae origine dai festeggiamenti in onore del dio romano Giano da cui trae origine il nome del mese di gennaio.
Nel VII secolo i pagani delle Fiandre, seguaci dei druidi, avevano il costume di festeggiare il passaggio al nuovo anno; tale culto pagano venne deplorato da Sant'Eligio (morto nel 659 o nel 660), che redarguì il popolo delle Fiandre dicendo loro:
La sua origine convenzionale nel calendario giuliano va però anticipata al 153 a. C. per l'esigenza della Repubblica Romana di nominare il più velocemente possibile il console Quinto Fulvio Nobiliore per inviarlo in Iberia a condurre l'assedio di Segeda, durante la rivolta dei Celtiberi. Così avvenne che il Console venne nominato con tre mesi e mezzo in anticipo rispetto alla abitudine romana di nominare un console il 15 di marzo come negli anni precedenti.
Nel Medioevo, molti paesi europei usavano il calendario giuliano, ma vi era un'ampia varietà di date che indicavano il momento iniziale dell'anno. Per esempio dal XII secolo fino al 1752 in Inghilterra e in Irlanda il capodanno si celebrava il 25 marzo (giorno dell'Incarnazione e usato a lungo anche a Pisa e in seguito a Firenze) mentre in Spagna fino all'inizio del Seicento il cambio dell'anno era il 25 dicembre, giorno della Natività. In Francia, fino al 1564, il Capodanno veniva festeggiato nella domenica di Resurrezione (chiamato anche "stile della Pasqua") ma con l'Editto di Roussillon del 9 agosto 1564, fu deciso di considerare il 1º gennaio come primo giorno dell'anno (la riforma entrò tuttavia in vigore in tutta la Francia solo nel 1567, regnante Carlo IX); a Venezia (fino alla sua caduta, avvenuta nel 1797) era il 1º marzo, mentre in Puglia, in Calabria in Sardegna e in Sicilia lo si festeggiava seguendo lo stile bizantino che lo indicava al 1º settembre (14 settembre del calendario gregoriano), tant'è vero che in sardo settembre si traduce Caputanni (dal latino Caput anni).
Queste diversità locali (che, specialmente nel Sacro Romano Impero variavano spesso da città a città), continuarono anche dopo l'adozione del calendario gregoriano. Solo nel 1691 papa Innocenzo XII emendò il calendario del suo predecessore stabilendo che l'anno dovesse cominciare il 1º gennaio, cioè secondo lo "stile moderno" o "della Circoncisione". L'adozione universale del calendario gregoriano fece sì che la data del 1º gennaio come inizio dell'anno divenisse infine comune.
Svariati regimi politici hanno istituito riforme del calendario di più o meno lunga durata. Una delle più intrusive, che cercava di riformare il calendario su basi astronomiche e razionali, fu quella adottata in Francia durante la Prima Repubblica, il cosiddetto Calendario Repubblicano, col 21 settembre, abbandonato poi durante il Primo Impero. Anche durante il periodo fascista in Italia il regime istituì il 28 ottobre, anniversario della marcia su Roma, come proprio capodanno, associato a una numerazione degli anni parallela a quella tradizionale contando come "Anno I dell'Era Fascista" il periodo tra il 28 ottobre 1922 e il 27 ottobre 1923, e gli altri a seguire. Questa modalità, utilizzata nel Regno d'Italia durante tutto il ventennio fascista, fu continuata dalla Repubblica Sociale Italiana, e abbandonata con la caduta di quest'ultima il 25 aprile 1945.
In Italia il primo giorno dell'anno quale giorno festivo è disciplinato dalla legge 23/6/1874 n. 1968. e poi dalla legge 27/5/1949 n. 260.